# Unió Deportiva Torredembarra
La Unió Deportiva Torredembarra (UD Torredembarra) és un club poliesportiu de la ciutat de Torredembarra, fundat l'any 1922. Creat inicialment com a equip de futbol amb el nom d'Unió Sportiva de Torredembarra i presidit per Esteve Huguet i Borras, l'any següent es va inscriure's a la Federació Catalana de Futbol. Va disputar el primer partit el maig de 1922 guanyant per 2 a 1 el Foot-ball Club d'Altafulla, predecessor de l'actual Club Esportiu Altafulla, fundat el 1923 com a Futbol Club Català. L'alineació de la Unió Deportiva Torredembarra en aquell primer partit estava formada per Guinovart, Virgili, Borràs, Morros, Francesc Huguet, Valls, Ferré, Benítez, Esteve Huguet i Gual.
No va ser fins a l'any 1923 que la US Torredembarra entrà a formar part de la Federació Catalana de Futbol. A partir dels anys 70 s'han creat nombroses seccions esportives dins del club.
El primer cop que el club va portar els colors blanc i blau a les seves samarretes va ser el 18 de gener de 1925.
El club va arribar per primera vegada a Primera Catalana l'any 2013, i es mantingué fins al 2016 (2013-2016). La temporada 2014 - 2015 va acabar 5è de la Primera Catalana, fins ara, la millor posició de la seva història.

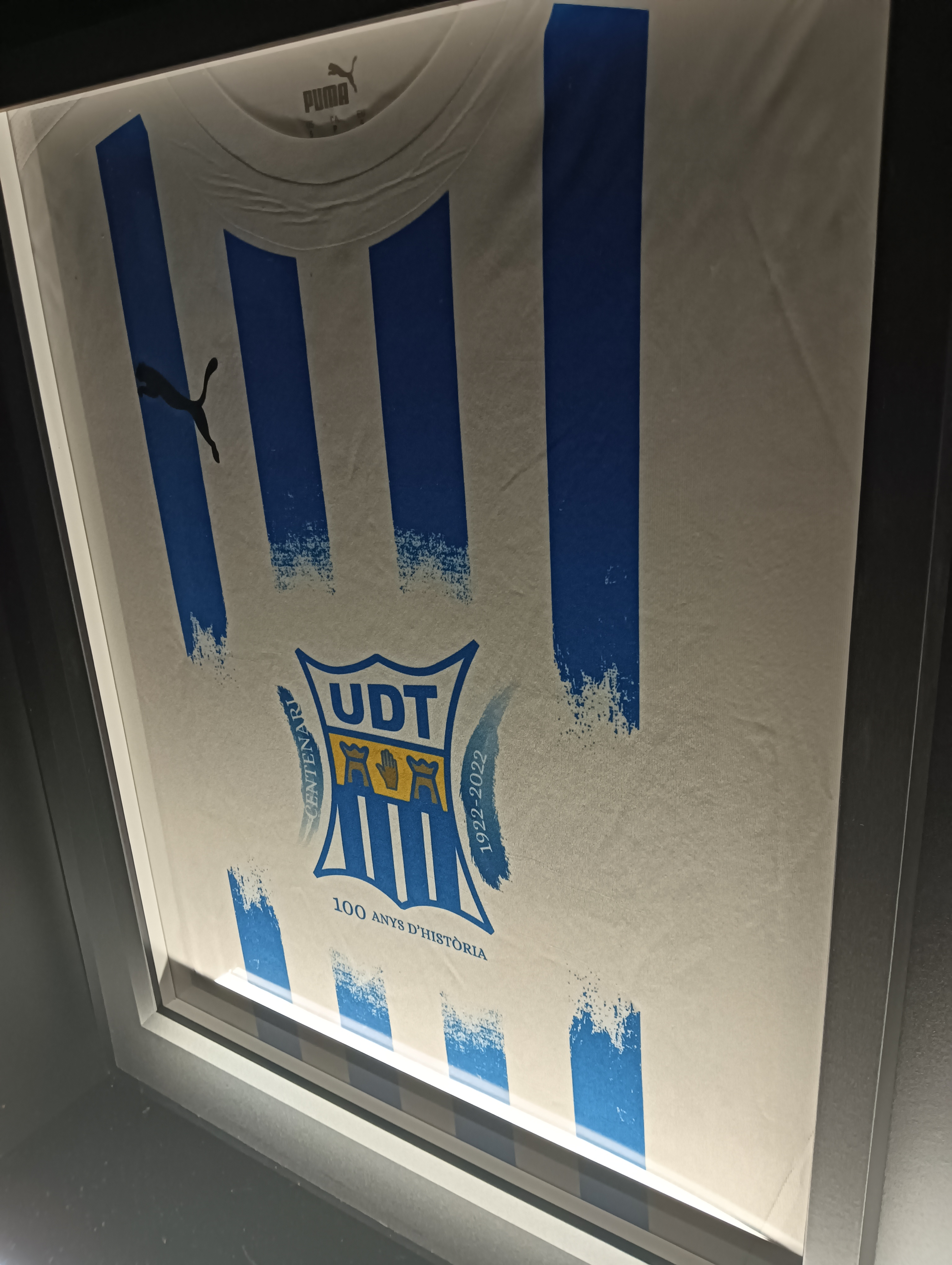
Samareta Torredembarra.